# 8171 Stauffenberg
A 8171 Stauffenberg (ideiglenes jelöléssel 1991 RV3) a Naprendszer kisbolygóövében található aszteroida. Freimut Börngen és Lutz D. Schmadel fedezte fel 1991. szeptember 5-én.